# San Juan (La Unión)
San Juan è un distretto della Costa Rica facente parte del cantone di La Unión, nella provincia di Cartago.